# Parc eòlic del Collet dels Feixos
El parc eòlic Collet dels Feixos està situat al municipi de Duesaigües (Baix Camp), i va entrar en funcionament l'any 2004. És un dels parc eòlics catalans que s'han sumat a la iniciativa d'obrir les portes als ciutadans per ensenyar-los quin és el funcionament dels molins de vent per celebrar el Dia Mundial del Vent, que se celebra cada 15 de juny.
Està format per sis aerogeneradors del model Made AE-61 de pas fix i amb dus velocitats, que proporcionen 1.320 kW de potència eòlica cadascun, amb una potència total de 7.92 MW. Els prop de 23.500 MW/any que produeix el parc garanteixen el subministrament elèctric d'una ciutat d'aproximadament uns 25.000 habitants.
És conegut també per les aparicions a l'espai del temps de TV3 informant en tot moment de la temperatura actual i la humitat relativa. Molt a prop d'aquest parc es troba el de Mas de la Potra.